# Julius Mössel
Julius Mössel (* 13. Oktober 1871 in Fürth; † 13. August 1957 in Chicago) war ein Dekorations- und Kunstmaler, der bis 1926 in Deutschland, dann in den USA lebte und arbeitete.

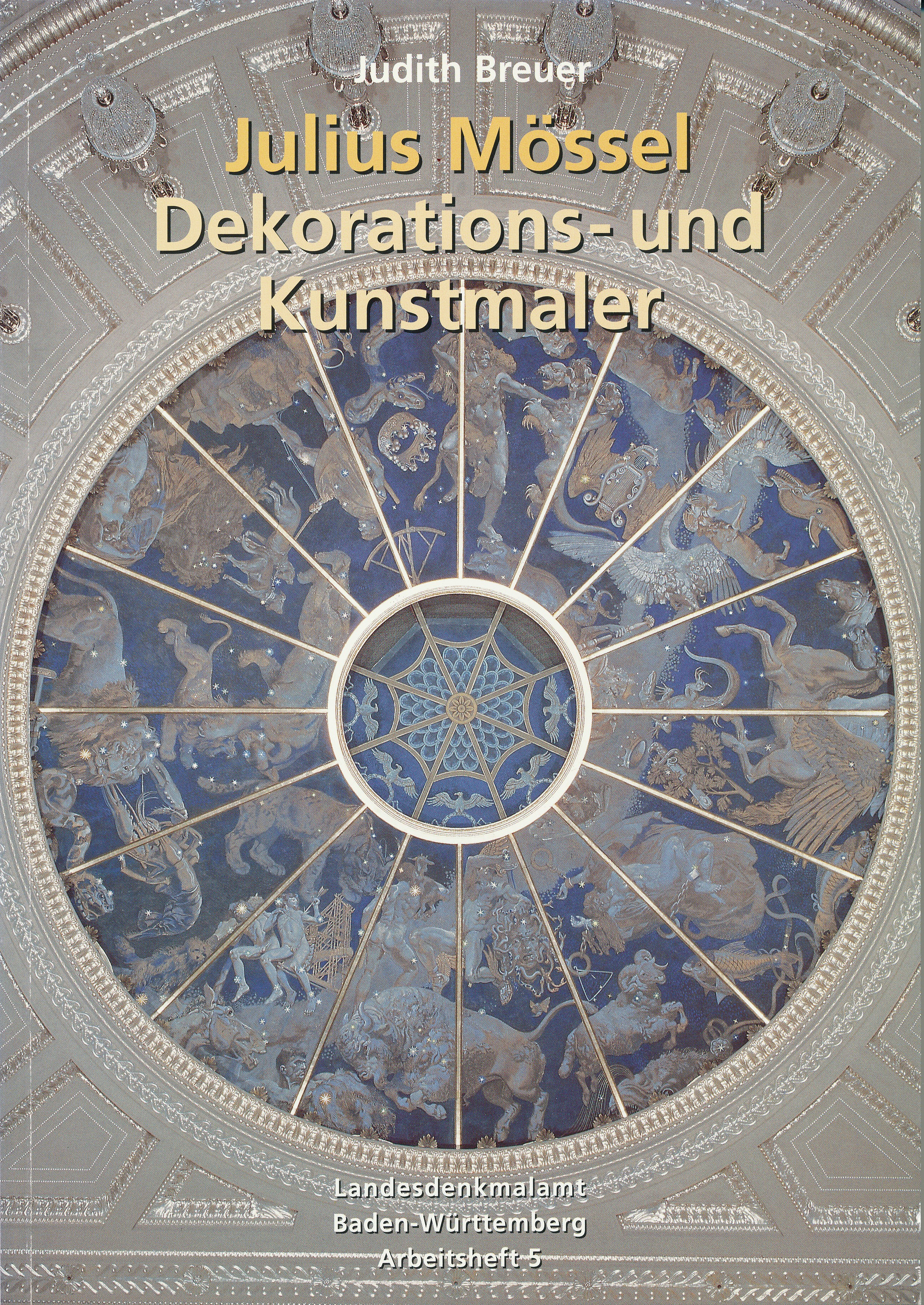
Buchtitel der Monografie über Julius Mössel von 1995 mit Foto des Kuppelgemäldes, eines Sternbilderhimmels, im Opernhaus Stuttgart

Teehaus im Weißenburgpark (oben) und Marmorsaal (unten), Tafelbild des Julius Mössel von 1912/13

## Karriere in Deutschland
Mössel studierte in den 1880er Jahren an der Königlichen Kunstgewerbeschule in Nürnberg sowie ab Oktober 1889 an der Münchner Akademie der Bildenden Künste als Schüler von Professor Rudolf Seitz.
1892 gründeten Mössel und Konrad Schmidt in München die Firma Schmidt & Cie, Werkstatt für dekorative Kunst, spätestens 1899 im Zusammenhang mit Mössels Tätigkeit am dortigen Rathausbau auch eine Niederlassung in Nürnberg. Mössel blieb Teilhaber der Firma bis 1910.
Unter den zeitgenössischen Dekorationsmalern war Mössel der vielseitigste. Er zeigte sich in allen Stilen versiert, was auch den Anregungen in seinem Elternhaus – sein Vater war Antiquar – zu verdanken ist. Seine Malereien berücksichtigen in ihrer Gliederung den tektonisch vorgegebenen Raum und im Motiv die Bauaufgabe. Häufig arbeitete Mössel in Bauten des Architekten Max Littmann. Mössels Hauptwerk ist das Kuppelbild, ein Sternbilderhimmel, im Großen Haus, heute Opernhaus, der Württembergischen Staatstheater in Stuttgart.
Mössel war seit 1896 mit der Münchnerin Karoline Schönchen (1868–1942), Tochter eines Musikpädagogen, verheiratet. 1897 wurde ihr Sohn Wilhelm Mössel geboren, 1901 ihre Tochter Rosa Auguste, die 1921 nach einem Ski-Unfall starb. 1905 verlegte die Familie ihren Wohnsitz nach Feldafing. Mössel behielt allerdings sein Atelier in München bei.

## Karriere in den USA
Da Dekorationsmalerei nach dem Ersten Weltkrieg kaum noch gefragt war, wanderte Mössel 1926 in die USA aus, wo er sich in Chicago niederließ. Mössel folgte damit der Einladung des Geschäftsmanns Julius Rosenwald, der von Mössel das in Chicago geplante Museum für Wissenschaft und Gewerbe ausgemalt haben wollte. Das Museumsprojekt kam zwar nicht zustande, doch lernte Mössel dank Rosenwald einige amerikanische Architekten kennen, u. a. den bedeutenden deutschstämmigen Industriearchitekten Albert Kahn. So kam er an zahlreiche Aufträge u. a. in Bauten in Detroit, St. Louis und seiner neuen Heimatstadt Chicago. Leider ist von diesen frühen amerikanischen Arbeiten nichts erhalten. Durch den Börsenkrach im Jahre 1929 verlor er sein ganzes Vermögen. Ab 1932, als er auch amerikanischer Staatsbürger wurde, verlegte er sich auf die Staffeleibildmalerei und schuf surrealistische und magisch-reale Bilder. Seine Arbeiten stellte Mössel in Galerien in Chicago aus und fand Anerkennung bei den wichtigsten örtlichen Kunstkritiker. Doch blieb der Erfolg bei den Verkäufen seiner Bilder aus. 1935 wurde Mössel selbst zum Motiv eines Gemäldes seines Chicagoer Freundes Louis Grell, wofür dieser 1936 den Preis als bestes Porträt des Art Institutes of Chicago gewann.
Bevor Mössel auf das Schiff nach Übersee begab, kündigte er seiner Frau die eheliche Gemeinschaft. Die Ehe wurde 1927 in München geschieden. In Chicago ging er 1928 eine zweite Ehe mit der vermutlich aus Berlin stammenden Charlotte ein, mit der er bis zu seinem Tod in Chicago zusammenlebte. 1936 erblindete Mössel infolge Grauen Stars an beiden Augen. Nach zwei Operationen 1937 und 1938 gewann er seine Sehkraft zurück. Seine Sehbehinderung vor 1937 ist – dank seines Könnens und seiner Routine – in seinen damaligen Arbeiten nicht zu erkennen.

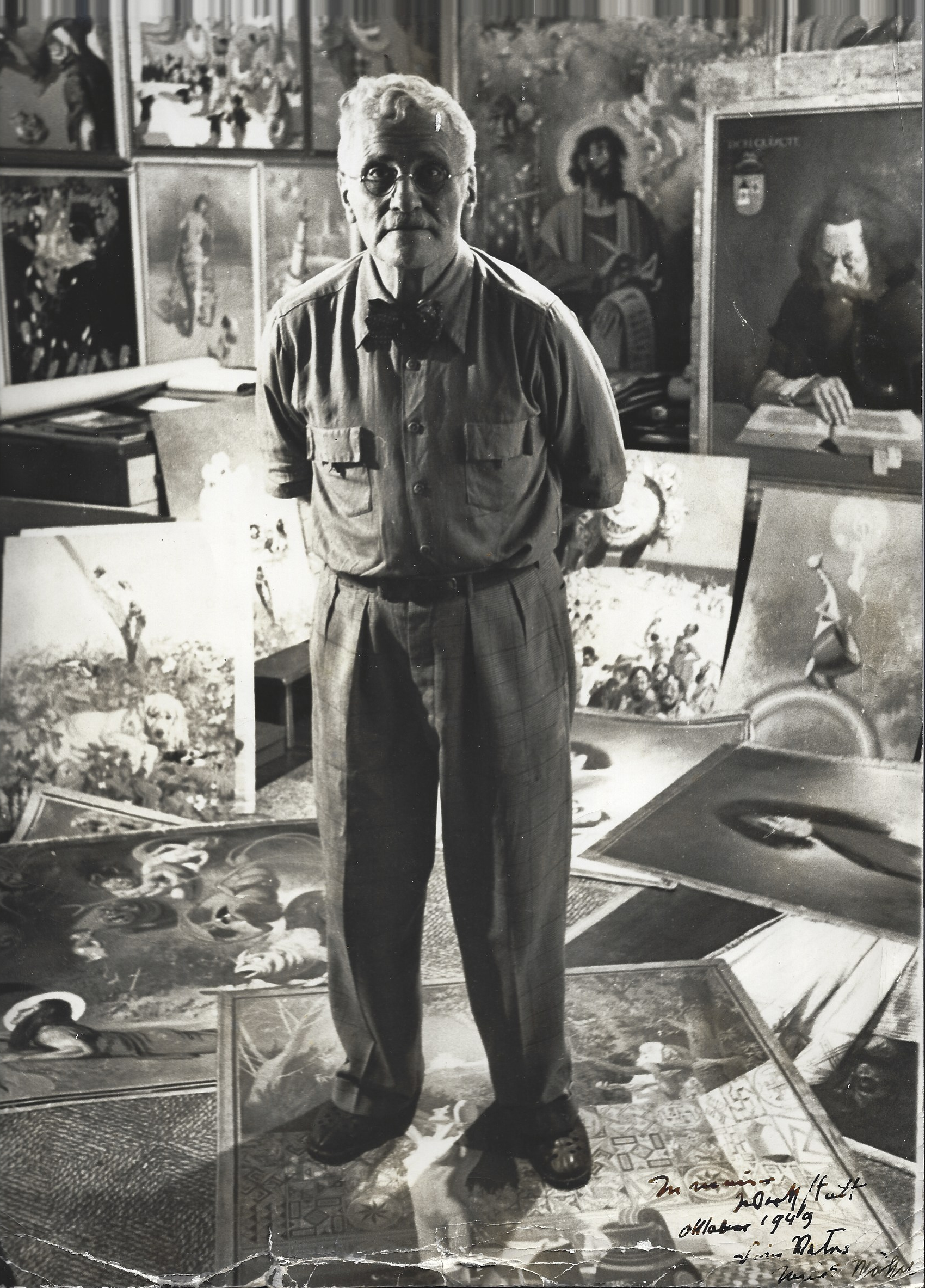
Julius Mössel in seinem Atelier in Chicago, 1949

## Werke

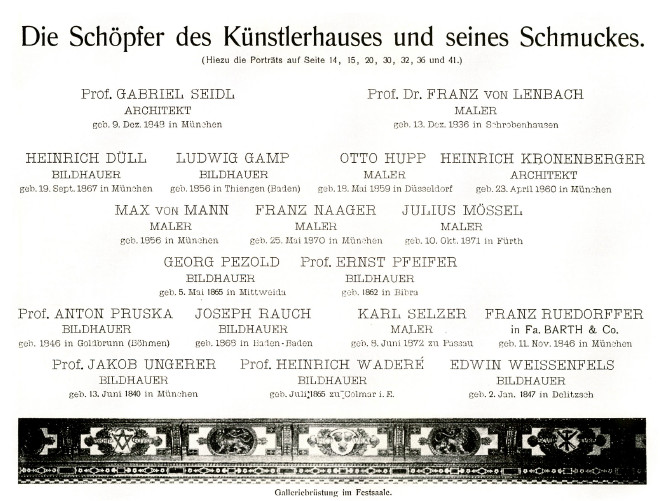
Die Schöpfer des Münchner Künstlerhauses und seines Schmuckes, Galeriebrüstung im Festsaal von 1900

- 1900: Gewölbe- und Wandmalereien des Venezianischen Zimmers und Restaurants im Münchner Künstlerhaus am Lenbachplatz
- 1901: Decken- und Wandmalereien im Zuschauerraum, in den Vestibülen und im Gartensaal des Prinzregententheaters, München[8]
- 1905: Deckengemälde „Zug der Kraniche“ im Kurtheater Bad Kissingen
- 1906: Ausmalung des Zuschauerraums und Entwurf für den Vorhang im Schillertheater in Berlin
- 1912: Kuppelbild mit Darstellung eines Sternbilderhimmels im Großen Haus der Königlichen Hoftheater (heute Oper der Staatstheater Stuttgart)
- 1913: Gewölbebild eines Orpheus im Vestibül und grün-silberne Ornament-Ausmalung des Grünen Saales, beides im Regentenbau in Bad Kissingen
- 1913: Ausmalung des Marmorsaals[9] und Kuppelbild des Teehauses[10] im Weißenburgpark, Stuttgart, für den Unternehmer und Kulturmäzen Ernst von Sieglin
- 1921: Deckengemälde mit der Darstellung eines Sternbilderhimmels im Verwaltungsgebäude der Basalt AG in Linz am Rhein[11]
- 1935–1939: Wandgemälde auf Leinwand der Dauerausstellung The Story of Food Plants im Field Museum of Natural History[12] in Chicago